# Martin Mutumba
Martin Mutumba (született: Martin Kayongo-Mutumba; Solna, 1985. június 15. –) ugandai felmenőkkel rendelkező svéd labdarúgó. Posztját tekintve, szélső középpályás.

## Mérkőzései az ugandai válogatottban
| #  | Dátum               | Ellenfél    | Eredmény | Kiírás              | Esemény |
| -- | ------------------- | ----------- | -------- | ------------------- | ------- |
| 1. | 2012. június 3.     | Angola      | 1 – 1    | Vb-selejtező        |         |
| 2. | 2012. június 9.     | Szenegál    | 1 – 1    | Vb-selejtező        |         |
| 3. | 2013. június 7.     | Libéria     | 1 – 0    | Vb-selejtező        | 46'     |
| 4. | 2013. június 15.    | Angola      | 2 – 1    | Vb-selejtező        | 70'     |
| 5. | 2013. augusztus 14. | Egyiptom    | 0 – 3    | barátságos mérkőzés | 46'     |
| 6. | 2013. szeptember 7. | Szenegál    | 0 – 1    | Vb-selejtező        | 81'     |
| 7. | 2014. május 18.     | Madagaszkár | 1 – 2    | ANK-selejtező       | 46'     |

## Pályafutása

### Svédországban
Első profi klubja, az AIK volt, ahol 2002-ben írta alá profi szerződését. Az első svéd bajnokiját, 2002. szeptember 12-én játszotta, a Kalmar ellen. Még a 2003-as szezonban is az AIK-ot erősített, de 2004-ben eligazolt a Café Opera csapatához. Itt viszont nem sikerült pályára lépnie tétmeccsen, hiszen barátaival focizás közben eltörte a lábát. 2005-ben a finn élvonalba igazolt, az Inter Turku csapatához. A bajnokságban, három szezon alatt ötvennyolc bajnokin szerepelt, és hét találatot jegyzett. Az utolsó szezonja után, több európai élcsapat is csábította, például a Deportivo, és a Hibernian is szerette volna a soraiban tudni. Végül visszatért korábbi klubjához, a Café Operához, amely ekkor már Väsby United néven szerepelt. Egy szezont töltött el a régi-új klubjában majd továbbállt az első profi klubjához, az AIK-hoz. 2009-ben remek évet produkált a csapatával, megnyerték a bajnokságot, és kupát is. A bajnoki döntőben Mutumba gólpasszt adott.

### Videoton
2010. június 29-én írta alá a szerződését, a Videoton csapatához, ezzel pedig másodszorra állt idegenlégiósnak pályafutása során.

## Sikerei, díjai
Svéd labdarúgó-bajnokság
- győztes: 2009

Svéd labdarúgókupa
- győztes: 2009

Svéd labdarúgó-szuperkupa
- győztes: 2010

Magyar labdarúgó-bajnokság
- győztes: 2010–11